# Czarownik Iwanow
Czarownik Iwanow – drugi z kolei zbiór opowiadań o Jakubie Wędrowyczu autorstwa Andrzeja Pilipiuka. Po raz pierwszy została wydana w 2002, nakładem wydawnictwa Fabryka Słów. Książka pojawiła się także w formie audiobooka.

## Fabuła
Książka składa się z 4 opowiadań: Hiena, Bestia, Mięcho, Kocioł  i jednej powieści: Czarownik Iwanow, złożonej z 10 rozdziałów.
"Czarownik Iwanow" opowiada o walce Jakuba z Iwanowem. Iwan Iwanow to czarownik, który przyjechał do Starego Majdanu, żeby zabić Jakuba. Kilka razy Jakub miał szansę go zabić, ale za każdym razem on uciekał. Również w tym opowiadaniu znajdujemy wątki Moniki i Herberto Salety. Monika, studentka, która chce napisać o nim (Jakubie) pracę magisterską, wkrótce zostaje jego przyjaciółką (przykładem tego jest to że Jakub pozwolił wyczesywać Marikę Monice, wcześniej mógł to robić tylko Semen). Herberto zaś przylatuje z Watykanu, by zniszczyć pogański posąg. Wkrótce zaprzyjaźnia się z Jakubem i to właśnie on zabija Iwanowa. Saleta był ścigany przez SB.  Był przez nich torturowany i przetrzymywany. Jednak nie wyjawił swych tajemnic. Uwalnia go Jakub (pod postacią Wypruwacza) i w tym momencie się poznają. Jest tam wątek oficera kontrwywiadu wyglądającego jak goryl, który według ustaleń UB zabija Herberto.

## Odbiór
Tomasz Nowak z portalu Gildia.pl uznał, że zawarte w książce opowiadania to właściwie bardziej żarty niż konkretne historie. Według recenzji na stronie Paradoks.net zbiór opowiadań potrafi naprawdę wciągnąć. Na portalu lubimyczytać.pl w listopadzie 2018 książka zebrała prawie 7 tysięcy ocen, zdobywając ocenę 7,16/10 gwiazdek, przy czym najczęściej wystawianą była ocena 7, oznaczająca książkę bardzo dobrą.
Inne recenzje:
- Przekrój 2002 nr 26 s. 58
- Książki 2003 nr 9 s. 48